# Love Scars
Love Scars è un singolo del rapper statunitense Trippie Redd, pubblicato il 22 maggio 2020.

## Tracce
1. Love Scars – 2:23